# Barbacenia pulverulenta
Barbacenia pulverulenta är en enhjärtbladig växtart som beskrevs av Lyman Bradford Smith och Edward Solomon Ayensu. Barbacenia pulverulenta ingår i släktet Barbacenia och familjen Velloziaceae. Inga underarter finns listade.